# سونيك درايف إن
شركة سونيك كوربوريشن (بالإنجليزية: Sonic Corporation)‏، التي تأسست باسم سونيك درايف إن (بالإنجليزية: Sonic Drive-In)‏ والمعروفة أكثر باسم سونيك (بالإنجليزية: Sonic)‏، هي سلسلة مطاعم أمريكية للوجبات السريعة مملوكة لشركة إلهام العلامات التجارية، الشركة الأم لأربيز ودانكن دونتس وبوفالو وايلد وينجز. سونيك، التي أسسها تروي سميث، افتتحت أول موقع لها في عام 1953، تحت اسم توب هات درايف إن. في الأصل كان عبارة عن كشك لبيع البيرة الجذرية خارج مطعم شرائح لحم خشبي يبيع الصودا والهامبرغر والهوت دوج، تمتلك سونيك حاليًا 3،545 موقعًا في الولايات المتحدة. تشتهر سونيك باستخدامها للقفز على الزلاجات الدوارة، وتستضيف مسابقة سنوية (في معظم المواقع) لتحديد أفضل قفز على الزلاجات في الشركة. تشمل المنتجات الأساسية للشركة «كوني بالجبنة الحارة»، و«كومبو سونيك تشيز برجر»، و«انفجارات سونيك»، و«ماستر شيك»، و«وجبات الأطفال واكي باك».

## التاريخ
بعد الحرب العالمية الثانية، عاد مؤسس شركة سونيك تروي إن سميث الأب إلى مسقط رأسه في سيمينول بولاية أوكلاهوما، حيث عمل كبائع حليب. قرر العمل في توصيل الخبز لأن الخبز أخف من الحليب. بعد فترة وجيزة، اشترى سميث مقهى كوتيدج، وهو مطعم صغير في شوني بولاية أوكلاهوما. وبعد فترة وجيزة، باعه وافتتح خدمة للوجبات السريعة، تروي بان فول أوف تشيكن، على حافة المدينة. في عام 1953، انضم سميث إلى شريك تجاري لشراء قطعة أرض مساحتها خمسة أفدنة بها منزل خشبي ومنصة لبيع البيرة الجذرية تسمى توب هات. استمر الاثنان في تشغيل منصة بيع البيرة الجذرية وحولا المنزل الخشبي إلى مطعم شرائح لحم. بعد إدراك أن المنصة كانت تحقق في المتوسط 700 دولار في الأسبوع من بيع البيرة الجذرية والهامبرغر والهوت دوغ، قرر سميث التركيز على منصة بيع البيرة الجذرية الأكثر ربحية. اشترى شريكه التجاري.
في البداية، كان عملاء توب هات يركنون سياراتهم في أي مكان في ساحة انتظار السيارات المغطاة بالحصى ويمشون لتقديم الطلبات. في لويزيانا، رأى سميث مطعمًا للسيارات يستخدم مكبرات الصوت للطلب. اشتبه في أنه يمكنه زيادة مبيعاته من خلال التحكم في موقف السيارات وجعل العملاء يطلبون من مكبرات الصوت في سياراتهم، مع قيام أصحاب السيارات بتوصيل الطعام إلى السيارات. استعار سميث عدة سيارات من صديق يمتلك ساحة انتظار سيارات مستعملة لإنشاء مخطط لموقف سيارات خاضع للرقابة. كما قام أيضًا بتوصيل بعض ما يسمى بـ«أولاد الجوك بوكس» بنظام اتصال داخلي في ساحة انتظار السيارات. تضاعفت المبيعات على الفور ثلاث مرات. رأى تشارلز وودرو بابي، رجل الأعمال، مطعم شوني للسيارات وأعجب به. تفاوض سميث وهو على أول موقع امتياز في وودوارد، أوكلاهوما، في عام 1956، بناءً على مصافحة. بحلول عام 1958، تم بناء مطعمين آخرين للسيارات في إنيد وستيلووتر.

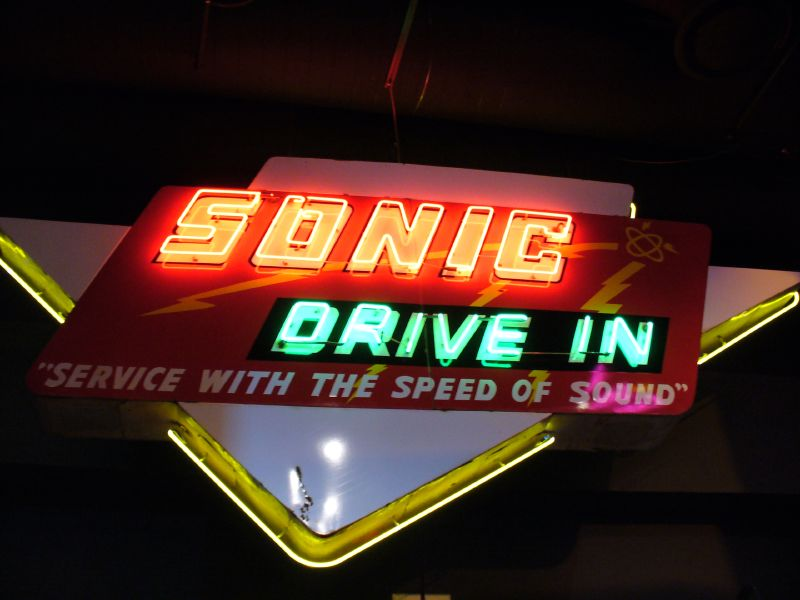
لافتة نيون لسونيك درايف إن في مركز تاريخ أوكلاهوما

بعد أن علم سميث وباب أن اسم توب هات كان علامة تجارية مسجلة بالفعل، غيّر سميث وباب الاسم إلى سونيك في عام 1959. كان الاسم الجديد متوافقًا مع شعارهم الحالي، «الخدمة بسرعة الصوت». بعد تغيير الاسم، تم تركيب أول علامة سونيك في مطعم ستيلووتر توب هات درايف إن. كان هذا أول ثلاثة سونيك في ستيلووتر. تم هدم سونيك الأصلي مع العلامة الأولى وتجديده في مايو 2015. على الرغم من مطالبة سميث وباب بالمساعدة في فتح مواقع امتياز جديدة، لم تكن هناك خطة ملكية حقيقية. قرر الاثنان أن تفرض شركة الورق الخاصة بهما فلسًا إضافيًا مقابل كل كيس همبرغر يحمل علامة سونيك تبيعه. سيتم بعد ذلك تقسيم العائدات بين سميث وباب. تم وضع عقود الامتياز الأولى بموجب هذه الخطة، ولكن لم يتم وضع خطة تسويق مشتركة أو قائمة موحدة أو متطلبات تشغيل مفصلة.

### عقدَي الستينات والسبعينات

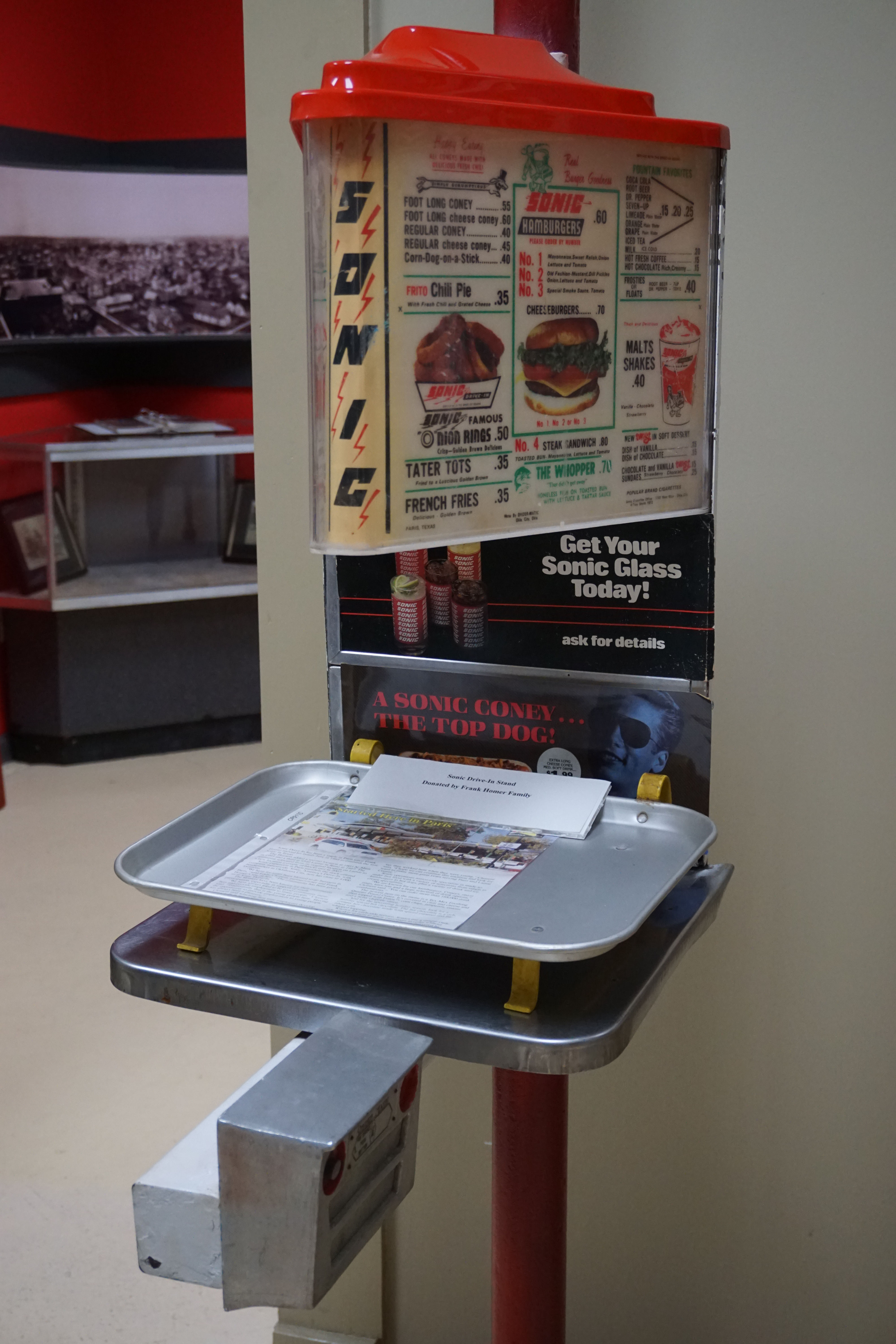
كشك سونيك درايف إن في متحف مقاطعة لامار التاريخي

أسس مؤسسو شركة سونيك سبلاي إدارة سلسلة إمداد كقسم للتوريد والتوزيع في ستينيات القرن العشرين. وتحت قيادة سميث، تم تعيين حاملي الامتياز منذ فترة طويلة مارفن جيروس ومات كينسلو لإدارة القسم. وفي عام 1973، أعيد هيكلة شركة سنويك سبلاي كشركة امتياز أطلق عليها لفترة وجيزة اسم شركة سونيك سيستمز الأمريكية. وقد زودت الشركة أصحاب الامتياز بالمعدات وخطط البناء والتعليمات التشغيلية الأساسية. ومع نمو الشركة لتصبح عملية معروفة إقليميًا خلال الستينيات والسبعينيات، كانت دور السينما التي تقدم الوجبات السريعة في الهواء الطلق توجد بشكل أساسي في المدن الصغيرة في أوكلاهوما وتكساس وكانساس ونيومكسيكو وميزوري وأركنساس. وفي عام 1967، وهو العام الذي توفي فيه بابي، كان لدى العلامة التجارية 41 دار سينما. وبحلول عام 1972، ارتفع هذا العدد إلى 165، وبحلول عام 1978، وصل إلى 1000.
في عام 1968، قدمت سونيك مخللات، شرائح المخلل المقلية.
في عام 1977، أسست الشركة مدرسة سونيك لتدريب المديرين. كان أصحاب الامتياز يديرون معظم مطاعم السيارات وكانوا غالبًا ما يجعلون مدير المتجر شريكًا تجاريًا، وهو ما زال قائمًا حتى يومنا هذا.

### عقدَي الثمانينات والتسعينات
في عام 1983، عيّن مجلس إدارة الشركة سي. ستيفن لين رئيسًا للشركة. وفي عام 1984، عيّن لين المحامي جاي كليفورد هدسون لرئاسة القسم القانوني. وتحت قيادة لين، بدأت سونيك وكبار أصحاب الامتياز في تشجيع تطوير التعاونيات الإعلانية المحلية، تحت قيادة كيث ساترفيلد كمدير للإعلان ثم نائب رئيس التسويق، حيث طور ساترفيلد هيكلًا ميدانيًا للعمل مع أصحاب الامتياز. وبدأت الامتيازات الجديدة في توسيع الشركة إلى مناطق جديدة وإعادة تطوير الأسواق التي لم تنجح في الماضي. أدت هذه التطورات، جنبًا إلى جنب مع حملة إعلانية كبرى تضم المغني والممثل فرانكي أفالون، إلى نمو كبير وصورة جديدة جعلت سونيك اسمًا معترفًا به على المستوى الوطني. في عام 1986، أكمل لين، مع مجموعة من المستثمرين، عملية شراء بالاستدانة بقيمة 10 ملايين دولار وجعل الشركة خاصة. في العام التالي، نقلت سونيك مكاتبها إلى مساحة مستأجرة في وسط مدينة أوكلاهوما سيتي وبدأت في تولي مكانة أعلى في المجتمع.
في عام 1991، أصبحت شركة سونيك شركة عامة مرة أخرى. وبحلول عام 1994، أعادت الشركة التفاوض على اتفاقيات الامتياز مع أصحاب الامتياز.
خلال منتصف تسعينيات القرن العشرين، افتتحت سونيك ما بين 100 و150 متجرًا جديدًا سنويًا. وبدءًا من عام 1998، بدأت سونيك برنامجًا للتحديث، أطلق عليه «سونيك 2000»، لإعادة تصميم وتحديث جميع متاجرها البالغ عددها 1،750 متجرًا إلى ما أطلق عليه مظهر «المستقبل الرجعي».

### عقد 2000
تم تعيين هدسون رئيسًا لمجلس إدارة شركة سونيك كورب. في يناير 2000.
في سبتمبر 2002، قدمت شركة سونيك كوربوريشن خدمة شريك الشبكة لأصحاب الامتيازات لديها، وهي عبارة عن مجموعة من الخدمات على شبكة الإنترنت الداخلية والتي ربطت لأول مرة جميع مواقع سونيك درايف إن رقميًا بشركة سونيك كوربوريشن. كانت الشبكة الداخلية الجديدة عبر خدمات الأقمار الصناعية هيوز ووفرت تطورات مثل معالجة بطاقات الائتمان والتدريب بالفيديو. كانت حزمة الخدمة الإلزامية في مقدمة حزمة الخدمات الإلزامية مع تقديم راديو سونيك لايف من صوت مميز من ستوديو ستريم، والتي تتميز بخط طلب مجاني و866–SONIC–FM وشخصيات حية على الهواء. كان أسلوب الراديو المباشر هو الأول من نوعه للشركات الأمريكية، والذي تم محاكاته لاحقًا من قبل أمثال وول مارت. تم إطلاق راديو سونيك لايف، في مرحلة تجريبية منذ عام 2001، لجميع المواقع في فبراير 2003.
اكتسب سونيك مزيدًا من الاهتمام في عام 2003 بعد إصدار برنامج الواقع الكوميدي ذا سيمبل لايف بطولة باريس هيلتون ونيكول ريتشي. كان على هيلتون وريتشي، اللذان لم يكن لديهما خبرة في الحصول على وظيفة من قبل، العمل في موقع سونيك في ألتوس، أركنساس.
احتفلت سونيك بعيد ميلادها الخمسين في عام 2003، وأضافت لفترة وجيزة كعكة عيد الميلاد المخفوقة إلى القائمة. وكجزء من الاحتفال بالذكرى السنوية، ظهر مخللات مرة أخرى كعنصر متكرر. تشمل المعالم التنموية التي احتفلت بها في العقد الأول من القرن الحادي والعشرين افتتاح سونيك درايف إن رقم 3٬000 في شوني، أوكلاهوما، و سونيك درايف إن رقم 3٬500 في سوق شيكاغو (ألغانكوئين، إلينوي). في أكتوبر 2004، تنحت الرئيسة باتي مور لقضاء المزيد من الوقت مع عائلتها. في 28 يونيو 2005، بمساعدة عناصر القائمة الجديدة وزيادة التعرض للإعلان، أعلنت شركة سونيك كورب. عن زيادات مزدوجة الرقم في صافي الدخل والإيرادات في الربع الثالث من ذلك العام. في 5 يناير 2005، بدأت الشركة في تركيب أجهزة قراءة البطاقات في أكشاك السيارات في 544 موقعًا مملوكًا للشركة بحلول نهاية يناير من ذلك العام. في عام 2007، افتتحت الشركة أول متاجرها في شمال شرق الولايات المتحدة، في وارتاون، نيو جيرسي.
في عام 2009، دخلت شركة سونيك في شراكة مع DonorsChoose.org في جهد تعاوني، ليميدس للتعلم، وهي أول مبادرة تسويقية لقضية على مستوى النظام. يطلب معلمو المدارس العامة اللوازم والمواد اللازمة ويصوت عملاء سونيك على كيفية تخصيص أكثر من 500،000 دولار كل خريف. في السنوات السبع الأولى من البرنامج، تبرعت سونيك وامتيازاتها بأكثر من 6 ملايين دولار وأثرت على التعلم لأكثر من 349000 طالب على مستوى البلاد.
في سبتمبر 2009، انضم عمر جنجوا إلى الشركة كرئيس لشركة تشغيل المطاعم التابعة لها، مطاعم سونيك. وغادر في عام 2015.
على الرغم من النمو في أسواق جديدة خارج نطاقها التقليدي، تضررت الشركة بشدة من ركود 2008–2009. في عام 2009، شهدت العلامة التجارية انخفاضًا في مبيعات المتاجر نفسها لعدة أرباع. لم تتحقق خطط جلب سونيك إلى ألاسكا بعد. في 26 أكتوبر 2015، افتتحت سونيك أول موقع لها في رود آيلاند في سميثفيلد، وأفادت أنها تلقت 500 طلب في يوم الافتتاح. في منتصف العقد الأول من القرن الحادي والعشرين، بدأت الشركة جهود إعادة الامتياز وبدأت في إضافة المزيد من متاجرها مرة أخرى.

### عقد 2010
في يناير 2010، أعلنت شركة سونيك أنها ستبدأ في التحول إلى البيض الخالي من الأقفاص، ولحوم الخنزير التي يتم حملها بدون أقفاص، والدجاج الذي يتم قتله باستخدام أساليب الصعق في الهواء المتحكم فيه بدلاً من التكبيل التقليدي والصعق الكهربائي. ومع ذلك، تراجعت الشركة لاحقًا عن هذه الالتزامات وواجهت انتقادات عامة واسعة النطاق.
أعادت شركة سونيك صياغة الآيس كريم الناعم الخاص بها لتلبية معايير إدارة الغذاء والدواء للهوية التي تحدد ما يشكل الآيس كريم الحقيقي وقدمت الآيس كريم الحقيقي في 17 مايو 2010. كما تم تقديم العديد من عناصر الهوت دوج الجديدة في يونيو 2010 وفبراير 2011.
تم تعيين كريج ميلر كرئيس لقسم المعلومات في يناير 2012. في يونيو 2010، تم تعيين دانييل فونا كرئيسة لقسم التسويق.
في أواخر عام 2010، أعلنت شركة سونيك عن نهاية علاقتها التي استمرت 17 عامًا مع وكالة الإعلان باركلي. تم اختيار مجموعة من الوكالات المتخصصة لتمثيل الشركة، وفي أوائل عام 2011، تم تسمية شركة جودباي سيلفرشتاين وشركاه ومقرها سان فرانسيسكو كوكالة إبداعية جديدة للشركة. في عام 2017، أعلنت سونيك أنها ستضيف سبعة متاجر جديدة في هاواي في المستقبل القريب.
في 25 سبتمبر 2018، أعلنت شركة إلهام العلامات التجارية التي يقع مقرها في أتلانتا، وهي الشركة المالكة لأربيز وبوفالو وايلد وينجز، أنها ستستحوذ على سونيك مقابل 2.3 مليار دولار. تم الانتهاء من عملية الاستحواذ في 7 ديسمبر 2018.
في سبتمبر 2017، افتتحت سونيك أول موقع لها في ألاسكا في واسلا، وبعد عام افتتحت موقعها الثاني في ألاسكا في فيربانكس.

### عقد 2020
في عام 2020، كشفت سونيك عن تصميم جديد للمطاعم ذات الخدمة الذاتية بتصميم محدث وأوسع لأرصفة السيارات وممرات القيادة، وتصميم جديد للمطبخ مصمم للكفاءة، وتغيير جمالي.
بحلول مارس 2020، أوقفت جميع المواقع تناول الطعام في الفناء الخارجي إلى أجل غير مسمى بسبب فيروس كورونا المستجد (كوفيد–19)، لكنها استمرت في خدمة العملاء الذين يطلبون الوجبات الجاهزة والاستلام.
في 21 نوفمبر 2020، وقع إطلاق نار جماعي في مطعم سونيك درايف إن في بيلفيو، نبراسكا. قُتل شخصان وأصيب اثنان آخران. تم القبض على رجل يبلغ من العمر 23 عامًا؛ يُزعم أنه هدد بقنبلة في المكان من قبل. في مارس 2022، أقر الرجل بالذنب في جميع التهم الموجهة إليه، بما في ذلك القتل ومحاولة القتل والحرق العمد. طلب الحكم عليه بالإعدام، لكن أُمر بإجراء تقييم للصحة العقلية، ولم يُحكم عليه بعد حتى عام 2023.
في عام 2020، احتلت سونيك المرتبة 14 في تصنيفات مجلة كيو إس آر لأفضل 50 علامة تجارية للوجبات السريعة والوجبات السريعة في البلاد.

## نبذة عن الشركة
على الرغم من أن شركة سونيك تعمل منذ أوائل الخمسينيات، إلا أن شركة سونيك كورب. تأسست في ولاية ديلاوير عام 1990. ولديها مقرها الرئيسي في مدينة أوكلاهوما؛ ويضم مبنى المقر الرئيسي مطعم سونيك لتناول الطعام في مبنى مجاور. قبل استحواذ إلهام العلامات التجارية عليها، كانت أسهمها تُتداول في بورصة نازداك برمز (بالإنجليزية: SONC)‏. معظم المطاعم مملوكة ومدارة من قبل أصحاب الامتياز. بلغ إجمالي الإيرادات في عام 2016 حوالي 100 مليون دولار مع صافي دخل بلغ 18 مليون دولار.

## العلاقات والفرص المتاحة للموظفين
في فبراير 2019، استقال موظفو ثلاثة مواقع في أوهايو بشكل جماعي بسبب تغييرات الإدارة، بالإضافة إلى ما زعموا أنه تخفيض بنسبة 50% في معدل أجر الموظف بالساعة، وهو الادعاء الذي نفته شركة سونيك.
اعتبارًا من عام 2019، لا يزال وكلاء سيارات سونيك غير قادرين على تلقي الإكراميات من العملاء الذين يدفعون ببطاقة الائتمان أو الخصم. لا يمكن دفع الإكراميات إلا نقدًا، على الرغم من أن بعض وكلاء السيارات يكسبون أقل من الحد الأدنى للأجور. بدأت عريضة على Change.org في عام 2017 وحصلت على أكثر من 33،000 توقيع، ولكن لم يتم إجراء أي تغيير على سياسة سونيك. في عام 2020، أضافت سونيك ميزة الإكرامية عبر تطبيق الطلب عبر الإنترنت. في عام 2021، أضافت سونيك خيارًا للإكرامية في الأكشاك.

## شاطئ سونيك
في يونيو 2011، افتُتح أول موقع تحت اسم شاطئ سونيك في هومستيد بولاية فلوريدا. وافتقر موقع ثانٍ، افتُتح في فورت لودرديل بولاية فلوريدا، في نوفمبر 2011، إلى أكشاك القيادة بسبب موقعه بجانب الشاطئ. وكان كلا الموقعين يتضمنان مقاعد خارجية وأجهزة تلفزيون بشاشات مسطحة، لكنهما أُغلقا منذ ذلك الحين. افتُتح موقع ثالث في ميامي غاردنز. افتُتح الموقع الرابع في يناير 2014 في لاودرهيل.
إلى جانب عناصر القائمة التقليدية، قدم شاطئ سونيك العديد من العناصر الجديدة، بما في ذلك الجمبري المقلي، وشطائر فيلي بالجبن، وشطائر لحم الخنزير المسحوب. يقدم شاطئ سونيك البيرة والنبيذ. تم تغيير العلامة التجارية للمواقع المتبقية تحت الاسم التقليدي سونيك، على الرغم من الاحتفاظ بشعار شاطئ سونيك.

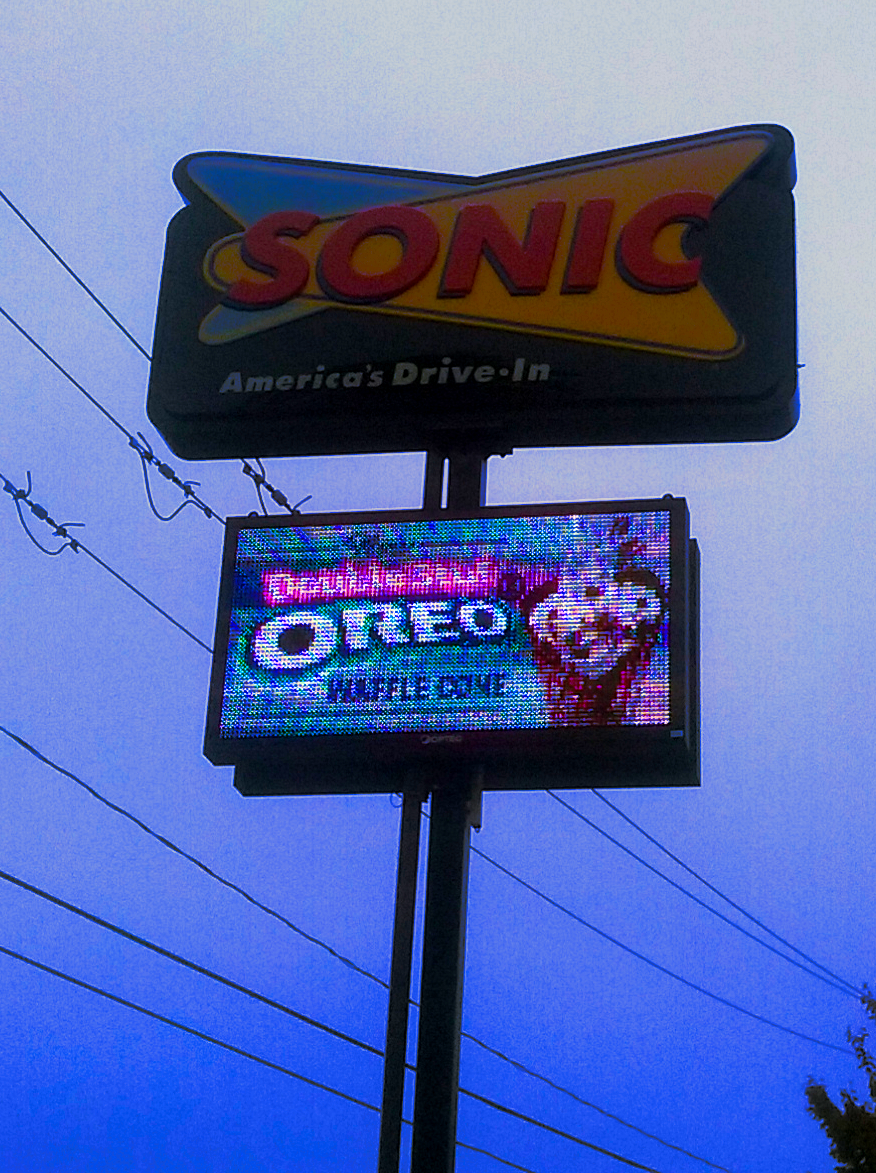
علامة على جانب الطريق في موقع لاثام، نيويورك

## الدعاية
أطلقت شركة سونيك أول إعلان تلفزيوني لها في عام 1977. وكانت إحدى الحملات الإعلانية الأكثر شهرة للشركة، والتي استمرت من عام 1987 إلى عام 1993، تضم فرانكي أفالون. في مايو 1999، بدأت الشركة حملة جديدة تضم شخصية كاتي كارهوب.
كان سونيك أيضًا مشاركًا في ناسكار. تعاقدت الشركة مع ريتشارد تشيلدريس ريسينغ في أواخر عام 2000 لتكون راعيًا مشاركًا لدايل إيرنهارت الأب خلال موسم سلسلة كأس وينستون ناسكار لعام 2001. بعد وفاة إيرنهاردت في حادث في دايتونا 500 لعام 2001، واصلت الشركة رعايتها مع سائقه البديل كيفن هارفيك، حتى نهاية موسم 2003. عاد سونيك إلى ناسكار بعد عدة سنوات لرعاية سام هورنيش الابن وريتشارد بيتي موتورسبورتس في عام 2015.
في عام 2004، أصبحت الشركة معروفة على نطاق واسع على المستوى الوطني من خلال الإعلان في أسواق التلفزيون على بعد مئات الأميال من أقرب امتياز لها. أصبح الممثلان الارتجاليان تي جيه جاجودوفسكي وبيتر جروس معروفين لمشاهدي التلفزيون الأمريكيين من سلسلة «تو جايز» من الإعلانات التجارية. ظهرت سلسلة مماثلة من الإعلانات للشركة ثنائيات أخرى من المؤدين الارتجاليين، بما في ذلك مولي إردمان وبريان هاسكي، وكاتي ريتش وسايجال جوشي، وإميلي ويلسون وتيم بالتز. في عام 2010، أقيمت اختبارات الأداء الوطنية وبدأت سلسلة جديدة من الإعلانات التجارية، بعضها ظهر فيه سائقو سيارات من ويسكونسن وأوستن، تكساس. في عام 2012، عاد «تو جايز» إلى إعلانات الشركة التلفزيونية. في عام 2018، استكملت سونيك إعلاناتها «تو جايز» بإعلانات «تو جالز» التكميلية. لعبت دور «تو جالز» إيلي كيمبر وجيني كراكوسكي. في عام 2020، قامت شركة سونيك بتحويل حملتها «تو جايز» إلى حملة جديدة تُعرف باسم «الناس العاديون» بنفس الصيغة ولكن مع العائلات بدلاً من الرجال.
تشمل الشعارات التي استخدمها سونيك على مر السنين ما يلي:
- «الخدمة بسرعة الصوت» (1958)[2]
- «تناول الطعام بسعادة» (ثمانينيات القرن العشرين: على لافتات في العديد من مطاعم السيارات التابعة للشركة)
- «أمريكا درايف إن» (1987)[2]
- «أسرع وأفضل من أي وقت مضى» (1988–1990)
- «لا مكان للقفز مثل سونيك» (1990–1993)
- «متعة الصيف» (1993)[72]
- «القيادة من أجل التغيير» (1995–1997)
- «طوال الصيف» (1997)
- «إنها سونيك جيدة» (2003–2011)[2]
- «سونيك حصل عليها، والآخرون لا» (2007)[73]
- «أحلى بعد الظلام» (2009)[74]
- «هذه هي الطريقة التي أنت بها سونيك» (2011–2020)[75]
- «سونيك في كل مكان» (2016)
- «أنتم يا رفاق تريدون الخروج في وقت ما» (2016)
- «هذه هي الطريقة التي نلعب بها» (2020)
- «ممم. سونيك.» (2022)
- «عِش حرًا، وتناول سونيك» (2024)

## وصلات خارجية
- - Historical business data for Sonic Corp.: 
  -  SEC filings